# 福建大剧院

福建大剧院标志

福建大剧院是一家多功能剧院，是福建省重点文化项目，由福建省歌舞剧院经营管理。含主剧场（歌剧厅）、音乐厅、多功能剧场、数码影视城。剧院宗旨是：福建大剧院，经典艺术的梦想舞台。位于福州市古田路83号。2005年动工兴建，2008年12月31日正式向公众开放。
2009年上演了许多中外名剧。除了经典的《费加罗的婚礼》、《大河之舞》，也上演一些全新舞剧如《云南的响声》等。另外还有推出廉价公益票。